# Dakimakura

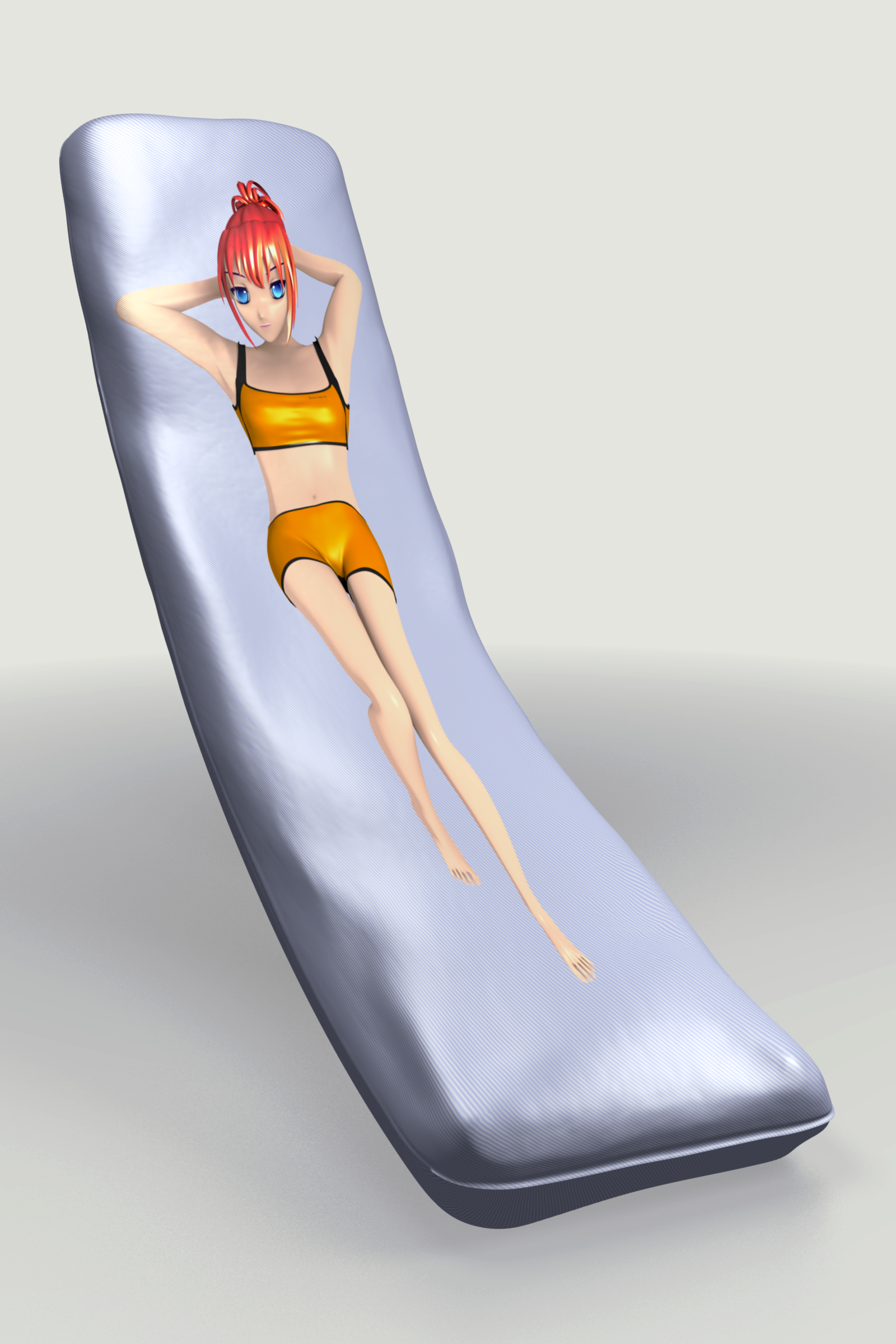
Chiếc gối tình yêu Dakimakura với hình một nhân vật anime.

Dakimakura (抱き枕 Bão Chẩm, Gối ôm) (từ chữ daki (抱き) nghĩa là "ôm" hoặc "bám lấy" và makura (枕) "gối"), còn được gọi là Người vợ Hà Lan, là một loại gối ôm lớn của Nhật Bản gần giống với gối chỉnh hình bên phương Tây. Chúng có hình dạng tương tự như cơ thể người. Dakimakura thường in một phụ nữ trẻ mang phong cách anime và được giới trẻ Nhật sử dụng như là "món đồ bảo vệ". Ở phương Tây, Dakimakura được kết hợp với một chiếc gối tình yêu. Gối tình yêu là một tập hợp con của dakimakura và một loại đồ chơi tình dục bơm hơi. Chúng thường có hình ảnh với kích cỡ của các nhân vật anime hoặc diễn viên phim khiêu dâm, thường trong tư thế khêu gợi.

## Lịch sử
Vào những năm 1990, dakimakura bắt đầu hòa quyện với văn hóa otaku, dẫn đến việc sản xuất áo gối có tính năng in những hình ảnh của bishōjo và bishonen từ các anime khác nhau hoặc bishōjo game. Khá nhiều áo gối dakimakura otaku lúc đầu được phát hành thông qua Cospa, một loại hàng nhân vật và cửa hàng quần áo vẫn còn tiếp tục phát hành áo gối dakimakura chính thức cho đến ngày nay. Dù có đôi lúc được gọi là người vợ Hà Lan, định nghĩa ban đầu của cụm từ này gần giống với chikufujin.